# 卜·巴特利
卜·巴特利（英語：Bob Bradley；1958年3月3日—），美國足球教練，2006年起任美國國家足球隊主教練，曾贏得2007年美洲金盃冠軍。
2010年南非世界盃時，巴特利帶領美國國家隊晉身16強，戰至加時以1－2不敵加纳出局。2011年美洲金盃帶領美國隊獲得亞軍後不久，被奇連士文取代。巴特利其後改任埃及國家足球隊主教練，但埃及國家隊在2014年世界盃外圍賽非洲區第三輪出局。
巴特利的兒子米高·巴特利是美國國家足球隊的成員。

## 榮譽
芝加哥火焰
- 美國職業足球大聯盟盃：1998（英语：MLS Cup '98）
- 美國聯賽盃：1998（英语：1998 U.S. Open Cup）, 2000（英语：2000 Lamar Hunt U.S. Open Cup）

美國國家足球隊
- 美洲金盃：
  - 冠軍：2007
  - 亞軍：2009, 2011
- 國際足聯聯合會盃：
  - 亞軍：2009